# Mercy Akide-Udoh
Mercy Akide-Udoh (* 26. August 1975 in Port Harcourt, Rivers, Nigeria als Mercy Akide) ist eine ehemalige nigerianische Fußballspielerin. Sie ist 1,89 m groß und bekleidete die Position einer Stürmerin.

## Leben
Akide wuchs in Nigeria auf. Sie hat zwei Brüder. Akide besuchte die Holy Rosary Secondary School in Port Harcourt. Seit 1999 lebt sie in den USA. Akide ist seit November 2004 mit dem nigerianischen Sportjournalisten Colin Udoh verheiratet. Das Ehepaar hat zwei Kinder und lebt in Virginia Beach. Akide trägt die Spitznamen Marvelous Mercy, Goals Mother und Merciless Mercy.

## Karriere
Mit dem Fußballspielen begann Akide im Alter von fünf Jahren.
Schon von früher Kindheit an wurde Akides Schnelligkeit bei 400 Meter-, 800 Meter- und 1500 Meter-Rennen gegen ältere Konkurrentinnen an der Holy Rosary Secondary School bemerkt. Mit 12 Jahren war sie eine regionale Tischtennis-Meisterin.

### Als Spielerin

#### Verein
Akides professionelle Karriere als Spielerin begann in Nigeria bei den Garden City Queens. Später spielte sie für die Jegede Babes. 1995 spielte Akide für die Ufuoma Babes. Später war sie für den Pelican Stars FC aktiv.
Akide studierte ab 1999 vier Jahre lang mit einem Fußball-Stipendium am Milligan College in Tennessee. Von 1999 bis 2000 spielte sie für das College in der Tennessee Valley Athletic Conference. Dabei erzielte sie 42 Tore.
Danach spielte Akide eine Saison für die Hampton Roads Piranhas in der W-League.
2001 spielte Akide für San Diego Spirit in der neu gegründeten Women’s United Soccer Association (WUSA). Sie war damit die erste Afrikanerin in der WUSA. In 28 Spielen erzielte sie 4 Tore.
Später spielte Akide für die Boston Breakers ebenfalls in der WUSA.
Ab 2003 spielte Akide erneut drei Spielzeiten lang für die Hampton Roads Piranhas in der W-League und wurde mit diesen 2003 Meister. Akide wurde in dieser Saison Torschützenkönigin.
Parallel spielte Akide von Januar 2003 bis Dezember 2003 auch für die Virginia Beach Submariners, eine Reservemannschaft der Virginia Beach Mariners, und bis Januar 2004 auch für die Loyola Marymount University Lions.

#### Nationalmannschaft
Akide wurde erstmals 1994 in die nigerianische Nationalmannschaft berufen.
Akide ist Rekordtorschützin der nigerianischen Nationalmannschaft.

##### Weltmeisterschaften
Akide nahm 1995 an der Weltmeisterschaft teil. Sie wurde in einem Vorrundenspiel eingesetzt. Nigeria schied in der Vorrunde aus.
Auch 1999 nahm Akide an der Weltmeisterschaft teil. Sie bestritt alle drei Vorrundenspiele und das darauf folgende Viertelfinale. Akide erzielte insgesamt zwei Tore. Im Viertelfinale gegen Brasilien gelang ihr gegen Ende der regulären Spielzeit der Ausgleich zum 3:3, Nigeria schied jedoch nach einem 3:4 n. V. aus.
Akide nahm 2003 erneut an der Weltmeisterschaft teil. Sie bestritt alle drei Vorrundenspiele. Nigeria schied in der Vorrunde punkt und -torlos aus.
Insgesamt bestritt Akide bei drei Weltmeisterschaften 8 Spiele und erzielte 2 Tore.
Akide bestritt 5 WM-Qualifikationsspiele für Nigeria und erzielte dabei 3 Tore.

##### Olympische Spiele
Akide nahm erstmals 2000 mit Nigeria an den Olympischen Spielen teil. Sie erzielte bei Einsätzen in allen drei Vorrundenspielen zwei Treffer und war damit die einzige Torschützin ihres Landes, das in der Vorrunde ausschied.
2004 nahm Akide mit Nigeria erneut an den Olympischen Spielen teil. Sie wurde in beiden Vorrundenspielen und im darauf folgenden Viertelfinale eingesetzt. Akide erzielte zwei Tore und war damit die einzige Torschützin ihres Landes bei diesem Turnier. Im Viertelfinale gegen Deutschland erzielte Akide die zwischenzeitliche Führung zum 1:0, Nigeria unterlag jedoch mit 1:2 und schied aus dem Turnier als Sechstplatzierter aus.
Akide hat bei zwei Teilnahmen an Olympischen Spielen in insgesamt sechs Spielen vier Tore erzielt und ist damit Rekordtorschützin ihres Landes bei Olympia.
Nach den Olympischen Spielen 2004 wurde Akide nicht mehr in der Nationalmannschaft berücksichtigt.

##### Afrikameisterschaften
Akide nahm 1998 mit Nigeria an der Afrikameisterschaft in ihrem Heimatland teil. Mit einem 2:0 im Finale gegen Ghana wurde Nigeria Afrikameister. Akide war die erfolgreichste Torschützin des Turniers.
Auch 2000 nahm Akide mit Nigeria an der Afrikameisterschaft teil. Nigeria wurde mit einem 2:0 im Finale gegen Gastgeber Südafrika erneut Afrikameister und Akide mit sieben Treffern Torschützenkönigin des Turniers.
2002 nahm Akide erneut mit Nigeria an der Afrikameisterschaft in ihrem Heimatland teil. Nigeria wurde durch ein 2:0 im Finale gegen Ghana Afrikameister und Akide errang somit zum dritten Mal in ihrer Karriere diesen Titel.

### Als Trainerin
Akide ist nach dem Ende ihrer aktiven Spielerkarriere seit 2006 als Jugendtrainerin tätig. Von 2008 bis 2013 war sie für den Virginia Beach City FC tätig. Ab 2015 war Akide Trainerin beim Virginia Rush Soccer Club.
2016 wurde Akide Co-Trainerin des Virginia Beach City FC in der Women’s Premier Soccer League (WPSL).
Akide besitzt ein National Youth Coaching Certificate der United States Soccer Federation.

## Ehrungen
- Am 14. Februar 1999 wurde Akide in die FIFA-Weltauswahl berufen. Im Spiel anlässlich der Auslosung der WM-Endrunde 1999 im Spartan Stadium in San José gewann sie mit der Weltauswahl gegen die Nationalmannschaft der USA mit 2:1.[20][2][12][4]
- 2001 wurde Akide als erste Spielerin überhaupt zu Afrikas Fußballerin des Jahres gekürt.[2][14][12][10][7][17][3][6][4]
- 2003 wurde Akide bei den Hampton Roads Piranhas als Most Valuable Player der W-League ausgezeichnet.[3][6][11]
- Am 25. April 2004 wurde Akide erneut in die FIFA-Weltauswahl berufen. Im Spiel anlässlich des hundertjährigen Jubiläums der FIFA im Stade de France in Saint-Denis bei Paris gegen die deutsche Nationalmannschaft erzielte Akide den Endstand zum 3:2 für die Weltauswahl.[21][2][12][13][4]
- 2005 wurde Akide von der FIFA zur FIFA-Botschafterin ernannt.[22][14][12][3][6][4][11]
- 2013 wurde Akide von der United Soccer Leagues (USL) in die Hall of Fame aufgenommen.[14][6][5]
- 2015 wurde Akide in die Athletic Hall of Fame des Milligan College aufgenommen.[10][6][5]
- 2016 wurde Akide in ein FIFA-Legenden-Team für ein Spiel gegen eine mexikanische All-Star-Auswahl im Aztekenstadion in Mexiko-Stadt berufen.[23]

## Sonstiges
Akide ist zusammen mit Lorrie Fair, Ronnie Fair und Julie Foudy eine von vier Fußballspielerinnen, die in dem am 10. Oktober 2004 veröffentlichten Dokumentarfilm Grass Ceiling in der WUSA beobachtet werden.